# سترومول
السترومول (بالإنجليزية: Stromule)‏ هي بنية مجهرية موجودة في الخلايا النباتية، والتي تنبثق من جميع أنواع البلاستيدات الموجودة بما فيها البلاستيدات الأولية، الصانعات عديمة اللون، البلاستيدات الملونة، البلاستيدات الخضراء. لوحظت نتوءات من البلاستيدات والترابط بينها في عام 1888 (جوتليب هابرلاند) و1908 (جوستاف سين) ووصفت بشكل متقطع في الأدب منذ ذلك الحين. تم إعادة اكتشاف سترومول مؤخرًا في عام 1997  ومنذ ذلك الحين تم الإبلاغ عن وجودها في عدد من أنواع كاسيات البذور بما في ذلك نبات رشاد أذن الفأر والقمح والأرز والطماطم، ولكن لم يتم فهم دورها بشكل كامل بعد.
هذه الطبيعة الديناميكية للغاية ناتجة عن العلاقة الوثيقة بين اللحمات البلاستيدية وخيوط الأكتين الدقيقة، والتي يتم تثبيتها على امتدادات اللحمة، إما بطريقة طولية للسحب من اللحمة وتوجيه البلاستيد في اتجاه معين أو بطريقة مفصلية تسمح بلاستيد للراحة في مكان معين. تحدد الألياف الدقيقة للأكتين أيضًا شكل اللحمة من خلال تفاعلاتها. هذه الحركة العشوائية الديناميكية الشبيهة بالمشي ربما سببها بروتينات ميوسين الحادي عشر وهذا حسب عمل تم العثور عليه مؤخرا.
ترتبط العضيات الأخرى أيضًا بالسترومات مثل الميتوكوندريا، والتي لوحظت مرتبطة وتنزلق فوق أنابيب اللحمية.يجب أن تكون البلاستيدات والميتوكوندريا قريبة من الناحية المكانية لأن بعض المسارات الأيضية مثل التنفس الضوئي تتطلب ارتباط كل من العضيات لإعادة تدوير الجليكولات وإزالة السموم من الأمونيوم المنتج أثناء التنفس الضوئي.
عادة ما يكون قطر السترومول 0.35 - 0.85 ميكرومتر ومتغير الطول، من الإسقاطات القصيرة الشبيهة بالمنقار إلى الهياكل الخطية أو المتفرعة التي يصل طولها إلى 220 ميكرومتر، وهي محاطة بأغشية غلاف البلاستيد الداخلية والخارجية وتمكن من نقل الجزيئات الكبيرة مثل روبيسكو (حوالي 560 كيلو دالتون) بين البلاستيدات المترابطة. حدث السترومولات في جميع أنواع الخلايا، لكن الشكل المورفولوجي اللحمي ونسبة البلاستيدات ذات اللحمات تختلف من نسيج إلى آخر وفي مراحل مختلفة من نمو النبات. بشكل عام تنتج البلاستيدات الأصغر حجمًا أقصر، على الرغم من أن أكبر البلاستيدات، تنتج البلاستيدات الخضراء المتوسطة نسبيًا قصيرًا نسبيًا مما يشير إلى أن العوامل الأخرى تتحكم في تكوين اللحمة. بشكل عام تكون اللحمية أكثر وفرة في الخلايا التي تحتوي على بلاستيدات غير خضراء، وفي الخلايا التي تحتوي على بلاستيدات أصغر.لا تزال الوظيفة الأساسية للسترومات غير محلولة، على الرغم من أن وجود اللحمات يزيد بشكل ملحوظ من مساحة سطح البلاستيد، مما قد يؤدي إلى زيادة النقل من وإلى العصارة الخلوية. قد تقتصر الوظائف الأخرى للسترومات، مثل نقل الجزيئات الكبيرة بين البلاستيدات وتكوين حبيبات النشا في السويداء من الحبوب على أنسجة وأنواع خلايا معينة.